# Société agraire
 (septembre 2018).
Si vous disposez d'ouvrages ou d'articles de référence ou si vous connaissez des sites web de qualité traitant du thème abordé ici, merci de compléter l'article en donnant les références utiles à sa vérifiabilité et en les liant à la section « Notes et références ».

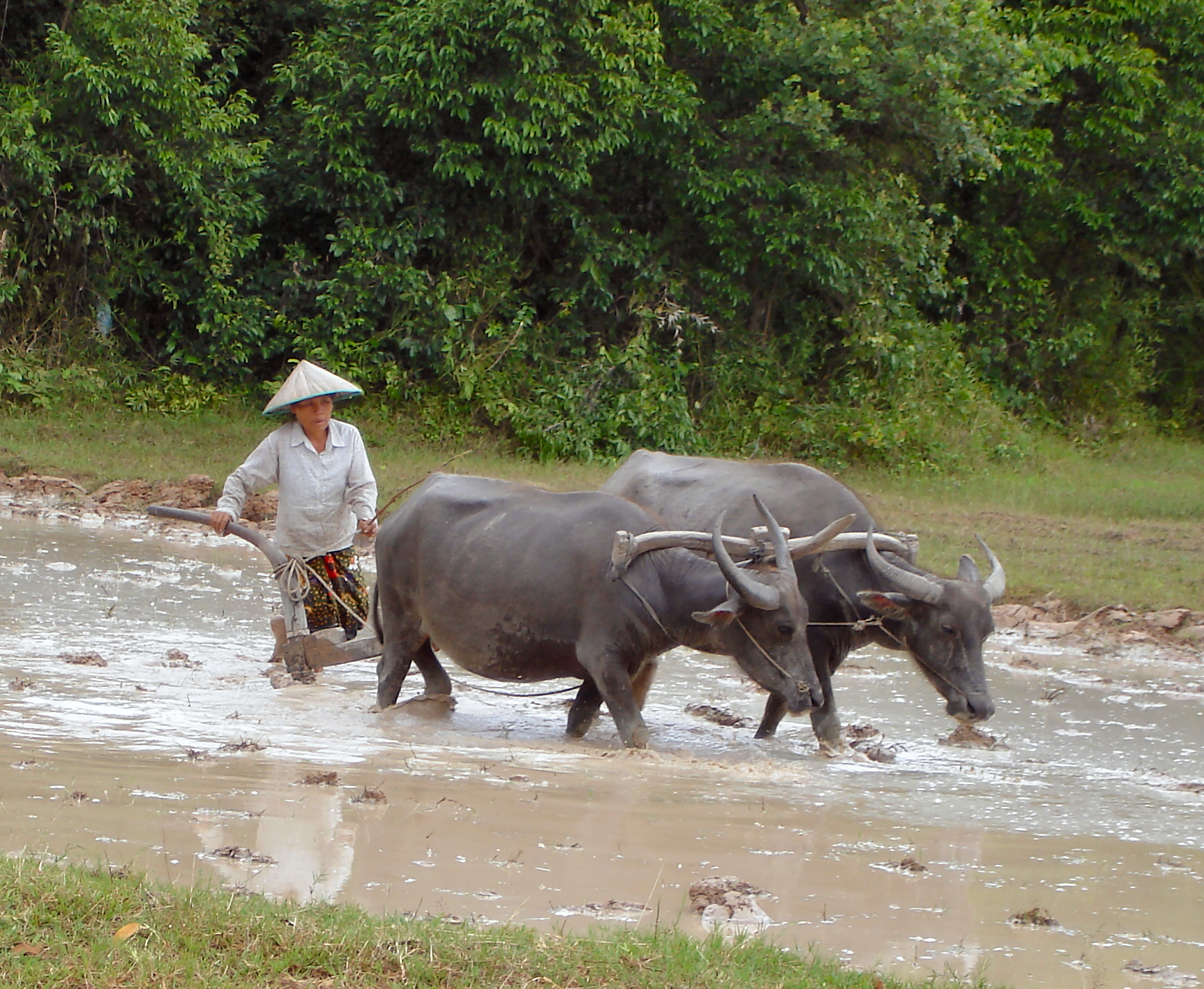
Dans une société agraire, la majorité des gens travaillent dans l'agriculture. Paysan cambodgien

Une société agraire (ou société agricole) est une société dont l'économie est basée sur la production et le maintien des cultures et des terres agricoles. Une autre façon de définir une société agraire est de voir la production totale de la nation  en agriculture. Dans une société agraire, la cultivation de la terre est la principale source de richesse. Une telle société peut reconnaître d'autres moyens de subsistance, mais il souligne l'importance de l'agriculture et de l'élevage. Les sociétés agraires ont existé dans divers endroits du monde il y a 10.000 ans et continuent d'exister aujourd'hui. Ils ont été la forme la plus commune de l'organisation socio-économique pour la plupart de l'histoire humaine.